# 楊敬修
杨敬修（1870年—1952年），字仲明，号真秀，经名萨里哈，中国伊斯兰教学者，经学大师。

## 生平
1870年出生于河北盐山县，幼年随祖父迁居天津，居又定居北京花市。他自幼在清真寺。私塾习经读书。及长，在华北各地清真寺从名师学习《古兰经》及经注学，教义学，教法学。

## 译著
译著有《古兰经大义》、《奈赛斐教典诠释》、《教心经注》。